# Мали
Вижте пояснителната страница за други значения на Мали.
Република Мали (на френски: République du Mali) е държава в Западна Африка, седмата по площ страна в Африка. Граничи с Алжир на север, с Нигер на изток, с Мавритания и Сенегал на запад, с Буркина Фасо и Кот д'Ивоар на юг и с Гвинея на югозапад. Столица на Мали е град Бамако.
Според организацията Freedom House страната е сред най-демократичните в Африка и се предоставя голяма свобода на медиите. Тя се счита за наследница на Малийската империя, но до 1960 г. е била позната като Френски Судан.

## География
Мали няма излаз на море, но със своите 1 240 000 km² страната е една от най-големите държави в Африка и е на 24-то място в света по площ. Общата дължина на границите й е 7243 km, от които:
- 2237 km с Мавритания;
- 1376 km с Алжир;
- 1000 km с Буркина Фасо;
- 858 km с Гвинея;
- 821 km с Нигер;
- 532 km с Кот д'Ивоар;
- 419 km със Сенегал.

Територията на Мали обхваща 3 природни зони: сравнително плодородни части от региона Судан - на юг, части от полупустинната ивица Сахел - в централните части и Сахарската зона (по името на пустинята Сахара) - на север. Саваната обхваща около 30% от територията на страната, а пустините и полупустините – 65%. Климатът на страната е предимно сух, от субтропичен до пустинен. Има сух и горещ сезон от февруари до юни, дъждовен и горещ сезон от юни до ноември и умерено влажен и хладен сезон от ноември до февруари. В столицата Бамако, с надморска височина от около 340 m, температурите варират от 16 до 39°C, с валежни количества до 1120 mm годишно. Декември и януари са най-сухите месеци – почти винаги с 0 mm валежи, а август е най-дъждовният с 220 mm.
Мали е богата на полезни изкопаеми, сред които злато, уран, фосфор, желязо, боксит, гипс, гранит, мед, каолин, сол и варовик. Най-големите реки, минаващи през територията й, са Нигер и Сенегал, като  (в басейна й е най-ниската точка на Мали - 23 m надморска височина, докато най-високата е връх Хомбори Тондо – 1153 m.) Пясъчният масив Адрар дез Ифогас, известен с останките от древни сахарски цивилизации, се намира в североизточната част на страната.

## История

### Предевропейски период
Първите значителни държави в териториите на по-късната Мали възникват в планинските им западни части, най-напред - Ганайската империя (наричана още Уагаду) със столица Кумби Салех, формирала се около 790 година след обединението на народите манде в региона. Век преди това, около 600 година, сонгхайски търговци създават свои пазари в Кукая и Гао, което поставя основите и на друго бъдещо царство – Сонгхай.
Ганайската империя, доминирана от народа сонинке, се издига като могъща търговска империя в периода 700 – 1075 година. Територията ѝ обхваща днешните Югоизточна Мавритания, голяма част от Мали и части от Сенегал. Владетелите ѝ в по-голямата си част не приемат исляма, т.е. те са били предимно представители на местното езичество. През 1078 Ганайската империя се разпада заради династически разпри, вероятно произтичащи от политическо вмешателство от страна на Алморавидите (берберска ислямска династия), макар същинският ѝ край да идва едва през 1203 г. с опожаряването на Кумби Салех от царство Сосо. По това време са поставени наченките и на Малийската империя. Тя се формира в началото на XIII век по горното течение на Нигер и достига своя разцвет през XIV век и отначало се отличава със силна кралска власт (монархът носи титлита манса). Поредица династични междуособици и краткотрайни режими временно я отслабват в края на XIII век, което води до изява на сепаратични тенденции в по-отдалечените провинции, които отказват да плащат налози. През XIV век обаче, при управлението на двама силни крале-мюсюлмани – Манса Муса (1312 – 1337) и Манса Сулейман (1341 – 1360), монархията Мали възвръща блясъка си.
С поклонничеството си до Мека през 1324 – 1325 г. Манса Муса привлича вниманието на останалия мюсюлмански свят върху Мали. Той пристига в Кайро начело на керван от 100 камили, натоварени със злато. Султанът на Египет (управляван по това време от династията на Аюбидите) го посреща с почести, като равен. Престоят на Муса в Египет е белязан от разточителство. Той раздава толкова златни подаръци, че цената на златото в Кайро пада и не се възстановява години наред. Всички, с които се среща, са впечатлени от неговото богатство, щедрост и интелект. При завръщането си Манса Муса води от Египет архитект, който да предложи нов проект за джамията в Гао (присъединен към империята). По време на управлението на Муса са издигнати и други джамии. Той окуражава разпространението на исляма и образованието в него. Поклонението на Муса провокира интереса и на другите мюсюлмански книжовници, сред които е берберският географ Ибн Батута. След дълги години на пътешествия той посещава Мали, когато тя е управлявана от брата на Манса Муса – Манса Сюлейман (между управленията им на власт е Маган I, син на Муса I). Описанието му през 1352 на Мали се превръща в основен извор за областта:

„Отправих се на път в началото на свещения по Божията воля месец муххарам през 753 г. (февруари 1352 от н.е.) с керван, предвождан от Абу-Мохамед Андакана ал-Масуфи, Бог да го благослови... Негрите там притежават великолепни качества. Рядко са несправедливи и постигат по-силно отвращение към неправдата от който и да е друг. Техният султан (манса) е безмилостен към всеки, извършил и най-малка неправда. В тази държава цари съвършена сигурност. Нито пътешественикът, нито поданикът следва да се страхуват от обирджии и насилници.“

Страната и владетелите й се прочуват и в Европа, във връзка с което Малийската империя от XIV век е отбелязвана на картите, създавани от тогавашните европейски географи, на една от които (от 1375 г.), мансата е изобразен на трон, насред Западна Африка, държейки кюлче злато в дясната си ръка, а от селище с шатри в пустинята бербер-санхаджа със забулено лице приближава на камила. През този период древните градове Джене и Тимбукту се превръщат в големи центрове на търговията и ислямската книжовност. Първоначално Тимбукту е селище от шатри на берберите-туареги и е южно пасище за техните стада, а и връзка за търговията им през Сахара. По време на управлението на Сунджата или неговия наследник, селището е завзето от туареги и е приобщено към територията на Мали. В него започват да се издигат по-трайни постройки – от кал и тухли, и постепенно Тимбукту се превръща във важен център за мюсюлманските търговци и учени; суданци и бербери. Когато в началото на XV в. централизираната власт на Мали отслабва, нападенията на туарегите зачестяват и през 1433 г. Тимбукту е превзето от тях.
Малийската империя въобще постепенно се разпада в резултат на вътрешни конфликти. В края на XIV век властта на кралете-манса запада с поредица от слаби владетели и краткотрайни управления. Външните провинции  се възползват от възможността да утвърдят независимостта си (предполагаемо най-значимите отцепници са сонгхай, на завоя на река Нигер от изток). Същевременно богатството на империята е изчерпано заради нападения на народа моси от юг и войните с туарегите от север.
През XV век в югоизточната част на Малийската империя се обособява Сонгайското царство, което постепенно обхваща източната част на старата империя. Тимбукту стига до върховете на своето богатство и слава през XVI в., когато е включено в територията на Сонгхай. Загубата на града обаче е знак за окончателния упадък на Малийската империя, чиято роля е иззета от Сонгхай. Към 1500 г. територията на някогашната империя Мали добива размери малко по-големи от пасище на малинке. Към XVII век дори този им съюз се разпада и отделните селища минават под управление на различни манса; все пак местните чак до XIX в. таят надежди, че ще могат да възстановят империята Мали. 

### Европейска колонизация
Падането на Сонгайското царство (то съществува до края на XVI век, когато е ликвидирано от похода на саадитския военачалник Джудар паша през 1591 г.) отбелязва края на търговския разцвет на региона. По това време Великите географски открития създават нови по-ефективни пътища за транспорт по море и транссахарската търговия губи предишното си значение. В продължение на столетия сведенията за вътрешността на континента остават оскъдни. В източниците се отбелязват отделни тежки кризи на масов глад, често в резултат на суша или нападения на прелетни скакалци, като тези от 80-те години на XVII век или 1738 – 1756 година, при които много хора загиват, а други сами се предават в робство, за да оцелеят.
В резултат на колонизирането на региона от европейците е образувана колония, която от 1809 до 1899 г. и отново от 1921 до 1958 г. формално се нарича Френски Судан, а в хода на съществуването си е наричана с няколко имена. Първоначално е създадена главно като военен проект на френската армия, но към средата на 1890-те години попада под цивилна администрация. Поредица от административни реорганизации в началото на 20 век водят до все по-голяма френска власт над въпросите, засягащи земеделието, религията и робството.
Французите отглеждат земеделски култури, чиято продукция изнасят към метрополията. Мащабът на инвестициите в региона за периода 1928 – 1939 г. възлиза на 4 милиарда франка. Тази политика позволява да се увеличи износа на страната. Отглеждат се най-вече ориз, фъстъци и памук. През 1921 г. са започнати големи напоителни проекти около Куликоро, а след това и другаде. Целта на Франция е да се конкурира с големите памукопроизводители в Кралство Египет и в САЩ.

### Независимост
След Втората световна война, Африканското демократично обединение (на френски: Rassemblement démocratique africain) под ръководството на Модибо Кейта става най-влиятелната политическа сила в страната, настоявайки за независимост. Френски Судан поддържа близки взаимоотношения с Франция и се присъединява към краткотрайна федерация със Сенегал през 1959 г., но отношенията на двете страни бързо изстиват. През 1960 г. Френски Судан официално става Република Мали и започва да се дистанцира както от Сенегал, така и от Франция.
Суданската република и Сенегал стават независими от Франция държави на 22 септември 1960 г. като Федерация Мали. Когато Сенегал се оттегля само след няколко месеца, Суданската република е преименувана на Мали. Първоначално страната се управлява от Модибо Кейта, който установява еднопартиен режим, със социалистическа насоченост и първоначално се опитва да води политика на икономическа независимост от Франция, а след неуспеха й полага усилия за повторно сближаване с бившата метрополия на Мали, но през 1968 г. е свален от военния Муса Траоре, който установява управление на своята хунта и постепенно се очертава, като доживотен президент на страната. Диктатурата му приключва през 1991 г., като тя е последвана от преходно правителство (преобразованията се водят от свалилия Траоре Амаду Тумани Туре). През 1992 г. в Мали се провеждат първите демократични президентски избори, в резултат на което президент става Алфа Умар Конаре.  След изборите през 1997 г. президентът Конаре продължава да провежда политически и икономически реформи и да се бори с корупцията. През 1999 г. той намеква, че няма да се бори за трети мандат. В изборите от 2001 г. отново поста печели Туре, както и на следващите - през 2007 г.
През 2012 г. традиционно населеният с туареги регион Азауад (североизточната част на Мали) обявява независимост. От януари 2012 г. северната част на страната е обхваната от въстание на туареги под командването на Мухамед аг-Наджим. Армията на Мали не смогва да окаже сериозна съпротива, като в резултат е загубена почти половината от територията на страната. Централната власт в Мали, с подкрепата на международната общност, се опитва да си възвърне контрола над Азауад и на следващата година успява с помощта на френски войски. Конфликът бележи нов възход на робовладелството в страната (което фактически съпътства цялата й история).
Междувременно, във връзка с туарегския бунт, срещу Туре е организиран преврат, воден от Амаду Соного, и той в края на краищата се оттегля, като президент. На 22 март 2012 г. недоволни от политиката на властите военни завземат зданието на държавната телевизия и президентския дворец в столицата Бамако, като арестуват няколко министри. Обявяват спиране действието на конституцията, разпускат правителството и въвеждат комендантски час. На 7 април 2012 г. военната хунта се съгласява да започне предаването на властта на председателя на Националното събрание Дионкунда Траоре, а на 8 април сваленият президент Амаду Тумани Туре формално обявява оставката си. Впоследствие той сътрудничи на новата хунта. На 12 април 2012 г. Дионкунда Траоре полага клетва както временен президент на Мали. Насрочени са президентски избори за юли 2013 г., на които за президент е избран Ибрахим Бубакар Кейта и остава такъв и в последвалия размирен период, чак до 2020 г., когато на свой ред е свален от военния Асими Гоита, който после известно време е вицепрезидент (при  Бах Н'дау), а после - временен президент и оттогава досега (2025 г.) е на власт в Мали.

## Политика и икономика

### Държавни органи
(Данните вероятно са актуални към 2010 - 2011 г.) Законовата уредба на Мали е основана на френската. Мали е демократична полупрезидентска република, в която президентът оглавява както правителството, така и самата държава. Настоящата Трета република съществува от 1992 година, тогава е въведена и сегашната конституция. В Мали съществуват множество политически партии, но е забранено основаването на партии на етническа, религиозна или полова основа.
Парламентът е многопартийна институция и играе ролята на законодателен орган, а правителството и президентът държат изпълнителната власт. Съдебната власт е напълно независима от другите две. Парламентът има 160 членове, всеки от тях с 5-годишен мандат. Малийците, живеещи вътре в страната, избират 147 от депутатите, а останалите 13 се избират от тези извън страната. Президент е Амаду Тумани Туре, независим кандидат. На 29 април 2007 той е бил избран със 71,2% от гласовете. Президентът насърчава консенсуса между политическите сили и се грижи за стабилността на правителството. В същото време той има правомощията да разпусне напълно парламента.

### Въоръжени сили
Малийската армия наброява около 7000 души, като числеността на състава се поддържа с наборна служба. Всички единици на сухопътните войски са обединени в една бригада. Тя включва четири механизирани пехотни батальона, танков батальон (33 танка Т-55 и Т-34), лек танков батальон (танкове-амфибии), въздушно-десантен батальон и две роти специални сили. Военновъздушните сили на Мали разполагат с 10 изтребителя МиГ-21бис/МФ за защита на въздушното пространство и два вертолета Ми-24 за нападения срещу наземни цели. ВВС разполагат и с различни учебни и транспортни самолети и вертолети в летателно състояние.
Дълги години основен доставчик на оръжия и финансови средства е СССР, но разпадът му довежда до рязко намаляване на оперативната готовност на оборудването. През 1991 година войската извършва преврат (денят му - 19 ноември - се празнува в Мали, като Ден на освобождението, различен от местния Ден на независимостта, който е 22 септември), благодарение на който е възстановена демокрацията, а в периода 1990 – 95 г. решително потушават бунтовете на туарегите и стабилизират страната. От 2008 година НЩ на войската е генерал Габриел Подиугу.

### Административно деление
Мали е разделена на 8 области и един окръг, включващ столицата на страната град Бамако:
- Гао
- Кайес
- Кидал
- Куликоро
- Мопти
- Сегу
- Сикасо
- Томбукту
- Бамако (столичен окръг)

Най-големите градове са: Бамако (столица) · Сегу · Мопти · Нара · Тимбукту · Бугуни · Сикасо · Кутиала · Куликоро · Банамба · Кита · Ниоро дю Саел · Сан · Дуенца · Ниафунке · Гундам · Кайес · Гао · Тесалит · Джене · Бла · Ансонго

### Стопанство
Мали е една от най-бедните държави в света, като 65% от нейната площ представлява пустиня или полупустиня. Икономическата активност е до голяма степен ограничена само до земите, които се напояват от р. Нигер. Около 10% от населението е номадско, а 80% от работната ръка се занимава със земеделие и риболов. 
Индустрията е съсредоточена върху преработването на земеделски стоки. Страната е производителка е на памук и ориз в значителни количества. Промишлеността й се ограничава до обработката на тези 2 суровини за потребителски цели. Добивът на злато и строителството са другите основни сектори. Мали страда от недостиг на електроенергия, а контрабандата на потребителски стоки подбива усилията за разширяване на промишления капацитет.
Икономиката на Мали остава силно уязвима от климатичните условия и зависима от достъпа до пристанища в съседните страни. Мали е и изключително зависима от чуждестранни помощи страна и е уязвима от гледна точка на колебанията в цените на памука (главният ѝ износ) в световен мащаб. През 1997 г. правителството продължава успешното изпълнение на препоръчана от Международния валутен фонд програма за структурно приспособяване, която помага на икономиката да се разраства, разнообразява и привлича чуждестранни капиталовложения. Придържането на Мали към икономически реформи и обезценяването на африканския франк с 50% помагат за икономическото развитие на страната. Няколко многонационални компании са увеличили операциите в златните мини през 1996 – 98, което дава надежди на управляващите страната Мали да се превърне в главен износител на злато за Суб-сахарския регион.

## Население и култура
Последното преброяване на населението в Мали е проведено през април 1998 година, показвайки общо население от 9,8 милиона души. По оценка на ООН за 2009 г. то възлиза на 13 010 000 души. Естественият прираст е 2,77%, 19-ият най-висок в света. Голяма част от населението е селско (68%) или номадско (5 – 10%). Разликите в гъстотата на населението по регион са огромни – докато южната част на страната е по-скоро гъсто населена, северната е почти безлюдна.

Населението се състои от различни африкански племена, освен тях има туареги (известни като „рицарите на пустинята“), маври (араби) и рума (потомци на мароканските воини, завладели Мали през XVI в.). Населението на Мали включва народностите малинке, бамбара (бамана), фулбе, сенуфо, догони, сонинке, диула, туареги и др. Мали е известна с толерантността между етносите.
В Мали има четири обекта в Списъка на световното културно и природно наследство на ЮНЕСКО:
- Ескарпът (т.е. скалното селище) Бандиагара, природен и културен паметник -  от 1989 година;
- Джене – старият град, включително и Голямата джамия - от 1988 година;
- Гробницата на цар Аския Мохамад I в Гао - от 2004 година;
- Град Тимбукту, културно-исторически паметник - от 1988 година.

Културата на страната съчетава традициите на редица сахарски народи – в западната част на страната доминират обичаите на народите манде, включително малинке/мандинка, сонинке, бамбара и диула, а на изток – тези на догоните, сонгхайците и бозо. Фуланите са разпръснати на компактни маси из цялата страна. Най-северните части са обитавани от номади като туарегите, които от векове са се пригодили към живота в пустинята. За разлика от повечето други африкански страни с голямо етническо разнообразие, повечето народи в Мали живеят в мир помежду си. Това се дължи най-вече на факта, че Малийската империя, обединявала повечето от тези народи през Средновековието, е била една от най-могъщите и богати империи в Африка. В страната е налице добре запазена кастова система сред народите манде, базирана на различни занаяти или умения, като например обработване на метал, речен риболов, пазене на устни традиции и изработване на музикални инструменти. Малийската музика има дълбоки и добре запазени традиции. Гриотите (наричани също и джели) са пътуващи музиканти характерни за тази и някои околни страни, сред които Буркина Фасо, Нигер, Кот д'Ивоар и Гана. Те пазят фолклора на отделните народи чрез песните си и се смята за аналогични на европейските бардове. Много местни музиканти, като дуета Амаду и Мариам, певците и китаристи Хабиб Коите, Али Фарка Туре и Тумани Диабате придобиват международна известност.